# 129 Samodzielny Pułk Artylerii OPK
129 samodzielny pułk artylerii Obrony Przeciwlotniczej Kraju – oddział przeciwlotniczy ludowego Wojska Polskiego.
Jednostka sformowana została w 1952 jako 129 samodzielny pułk artylerii OPL średniego kalibru.  Głównym zadaniem pułku była ochrona zespołu portowego Szczecin–Świnoujście.

## Formowanie pułku i zmiany organizacyjne
Pułk sformowany został na podstawie rozkazu MON nr 0044/Org. z 17 maja 1951 z terminem realizacji od 1 maja  do 20 listopada 1952. Miejscem formowania stał się kompleks koszarowy przy ulicy Ku Słońcu 35 w Szczecinie. Pierwsi żołnierze przybyli do pułku wiosną 1952, a dowództwo nad nimi objął przewidywany na zastępcę dowódcy pułku ds. liniowych por. Jerzy Maszewski. W lipcu do pułku zaczął napływać sprzęt samochodowy z Elbląga, a 21 października 1952 przybył jego pierwszy dowódca ppłk Bolesław Koszelski. 18 listopada do jednostki wcielono 388 poborowych, którzy, po zakończeniu szkolenia podstawowego, 18 stycznia 1953 złożyli przysięgę wojskową.
Trzon bojowy pułku stanowiły trzy dywizjony artylerii przeciwlotniczej, każdy po dwie baterie czterodziałowe, przy czym 3. dywizjon był pododdziałem szkolnym. Zasadnicze uzbrojenie stanowiły 85 mm armaty przeciwlotnicze wz. 1939 (24 sztuki), ponadto na wyposażeniu znajdowały się przeliczniki PUAZO -3, służące do kierowania ogniem i dalmierze optyczne DJa-1 o bazie 4 m. Teoretycznie zapewniało to możliwość zwalczania celów powietrznych na wysokości do 10 500 m, w praktyce jednak skuteczny ogień można było prowadzić do celów poruszających się z prędkością do 220 m/s na wysokości do 8000 m. W warunkach użycia lotnictwa odrzutowego środki pozostające na uzbrojeniu pułku nie były w stanie zapewnić skutecznej osłony ochranianym obiektom.
W latach 1957–1958 w Wojsku Polskim przeprowadzano redukcję sił zbrojnych. W tym okresie w pułku wprowadzono nowy etat 8/66, który przewidywał zmniejszenie liczby dywizjonów artylerii przeciwlotniczej z trzech do dwóch. W kolejnych latach miały miejsce kolejne redukcje. Rozkazem organizacyjnym Dowództwa Wojsk Lotniczych i OPL OK nr 09/Org. z 19 lipca 1960 w pułku wprowadzono nowy etat 8/81 wprowadzający strukturę mieszaną. Utworzono cztery baterie artylerii średniego kalibru, każda po 12 dział i dywizjon artylerii małego kalibru – dwie baterie 12-działowe.
Na uzbrojenie baterii artylerii średniego kalibru wprowadzono 100 mm armaty przeciwlotnicze KS-19M2, a baterie dywizjonu artylerii małego kalibru otrzymały 57 mm armaty przeciwlotnicze S-60. Ponadto każda bateria ogniowa  otrzymała przyrząd do kierowania ogniem odpowiednio PUAZO -6-19 lub PUAZO -6-60 oraz radiolokacyjną stację artyleryjską SON -9A. Na wyposażenie baterii dowodzenia weszła radiolokacyjna stacja wstępnego poszukiwania P-10 „Wołga”. Na dzień 8 września 1962 w pułku było 48 sztuk 100 mm KS-19M2, 24 sztuki 57 mm S-60 i 6 stacji SON -9A.
Rozkazem Ministra Obrony Narodowej nr 0039/Org. z 14 kwietnia 1962 utworzono Wojska Obrony Powietrznej Kraju. Jednocześnie istniejące do tej pory korpusy OPL przekształcono w korpusy OPK. Od tej pory pułk stał się 129 samodzielnym pułkiem artylerii OPK. W 1967 żołnierze pułku otrzymali mundury koloru stalowego.
| Struktura organizacyjna pułku   | Struktura organizacyjna pułku                             |
| 1953                            | 1960 (etat 8/81)                                          |
| ------------------------------- | --------------------------------------------------------- |
| dowództwo                       |                                                           |
| sztab                           |                                                           |
| sekcja polityczna               |                                                           |
| szefowie służb                  |                                                           |
| sekcja finansowa                |                                                           |
| pluton dowodzenia               | bateria dowodzenia                                        |
| trzy daplot                     | cztery baterie artylerii średniego kalibru po 12 dział    |
| trzy daplot                     | dywizjon artylerii małego kalibru a 2 baterie po 12 dział |
| pluton transportowo-gospodarczy |                                                           |
| sekcja samochodowa              |                                                           |
| sekcja uzbrojenia               |                                                           |
| kwatermistrzostwo               |                                                           |
| izba chorych                    |                                                           |

Rozwiązanie pułku
Dynamiczny rozwój lotnictwa odrzutowego spowodował, że klasyczna artyleria lufowa nie była już w stanie skutecznie zwalczać samolotów potencjalnego przeciwnika. W tej sytuacji na uzbrojenie jednostek WLiOPL OK wchodzić zaczęły zestawy rakiet przeciwlotniczych. Jednostki rakietowe były formowane na bazie istniejących jednostek artylerii przeciwlotniczej OK .
Celem zapewnienia osłony wybrzeża Bałtyku zaplanowano, by do końca 1969 sformować brygadę artylerii OPK w Szczecinie i pułku artylerii OPK w Słupsku - łącznie 11 dywizjonów ogniowych i 2 dywizjony techniczne. 
Zarządzeniem szefa Sztabu Generalnego nr 0146/Org. z 13 października 1967 nakazano rozformowanie 129 samodzielnego pułku artylerii OPK, a na jego bazie utworzenie 26 Brygady Artylerii OPK, której zadaniem miała być obrona zespołu portów Szczecin-Świnoujście. 16 listopada 1967  dowódca Wojsk OPK swoim rozkazem nr 0135/Org. polecił Dowódcy 2 Korpusu OPK i dowódcy 129  spa OPK w terminie do 1 września 1968 sformować: dowództwo i sztab 26 BA OPK oraz cztery dywizjony ogniowe, a jako czasowe miejsce stacjonowania sztabu i dywizjonu dowodzenia wskazano Szczecin, ul. Ku Słońcu 35.

## Szkolenie w pułku
Z początkiem 1953 pułk rozpoczął szkolenie bojowe. Miejscem prowadzenia zajęć był przykoszarowy plac ćwiczeń i poligon artylerii przeciwlotniczej w Mrzeżynie. Tam też 1 dywizjon odbył pierwsze w historii pułku strzelania bojowe. Uzyskano wyniki bardzo dobre, a dywizjon zajął pierwsze miejsce wśród jednostek artylerii OPL. Najlepsze wyniki osiągnęła 3 bateria chor. Henryka Kaczmarka i 2. bateria por. Edwarda Zduna. W lutym zimową szkołę ognia zaliczył 2 dywizjon. Już w maju wszystkie baterie udały się na poligon letni. Po zimowej i letniej szkole ognia oraz jesiennej inspekcji pułk został sklasyfikowany na pierwszym miejscu we współzawodnictwie wśród jednostek artylerii OPL.
Głównym weryfikatorem umiejętności bojowych pułku były wyniki strzelań
poligonowych. W 1955 podczas zimowej szkoły ognia w czasie strzelań do makiet czołgów, aż pięć działonów uzyskało ocenę niedostateczną co dało wynik w 79% wykonania. Strzelanie to stało się obiektem pogłębionych analiz prowadzonych przez dowództwo pułku.  Wyniki strzelań na letnim poligonie w 1959 potwierdziły że: wprowadzony niedawno nowy i skomplikowany sprzęt został już w pełni opanowany”. Intensywny było szkolenie poligonowe podczas letniej koncentracji
w 1962. Biorące w niej udział baterie odbyły łącznie 25 strzelań programowych, uzyskując średnią ocenę 4,8 oraz osiem strzelań inspekcyjnych na średnią ocenę 5,0.
Formą sprawdzenia wyszkolenia taktycznego sztabu pułku i podległych mu pododdziałów były ćwiczenia taktyczne.
We wrześniu 1960 pododdziały pułku  realizowały trzydniowe ćwiczenie na poligonie w Mrzeżynie na temat „Organizacja planowania i prowadzenia działań bojowych w początkowym okresie wojny z wyprowadzeniem pododdziałów spod uderzenia”, a na przełomie września i października pułk wziął udział w ćwiczeniu Wojsk OPL OK pod kryptonimem „Ikar”. W kwietniu 1961 zrealizował ćwiczenie na temat „Samodzielny pułk artylerii przeciwlotniczej mieszanego kalibru w obronie obiektu”, Kolejne ćwiczenia taktyczne z udziałem oddziałów wojsk lądowych realizowano w czerwcu a kolejne w lipcu z udziałem rezerwistów. Rok następny rozpoczął się udziałem pułku w ćwiczeniu lotno-taktycznym na szczeblu Węzła Naprowadzania, w którym wyróżniły się 3 bateria  kpt. Witolda Tatarkiewicza. i 6 bateria kpt. Mieczysława Sekuły. Latem pułk uczestniczył w ćwiczeniu inspekcyjnym 2 Korpusu na temat „Organizacja i prowadzenie działań bojowych korpusu OPL w początkowym okresie wojny”.
Nieodłączną częścią procesu szkolenia był ruch przodownictwa i współzawodnictwa. Żołnierze zespołowo rywalizowali o miano przodującej baterii, a później także plutonów i „Drużyn Służby Socjalistycznej”, indywidualnie natomiast o tytuł „Wzorowego Artylerzysty”, „Wzorowego Łącznościowca”, „Wzorowego Sanitariusza” itp., a od 1958 „Wzorowego Żołnierza” i „Wzorowego Kierowcy”. Na czele komisji zajmującej się przyznawaniem wyróżnień  stał zastępca dowódcy ds. liniowych. 

Ważnym  zagadnieniem dla oddziałów przeciwlotniczych, obok szkolenia ogniowego i udziału w ćwiczeniach taktycznych, były kwestie utrzymywania odpowiedniego stanu gotowości bojowej.
W przypadku pułku oznaczało to szybkie opuszczenie terenu koszar, zajęcie stanowisk ogniowych w wyznaczonym rejonie i pozostawanie w gotowości do odparcia ataku powietrznego.

 W 1959 w pułku uruchomiono wieczorową szkołę dla pracujących którzy nie ukończyli 6 i 7 klasy szkoły podstawowej. Zajęcia w niej prowadzili nauczyciele szczecińskich szkół. Przez kilka lat istnienia szkoły świadectwa jej ukończenia uzyskało kilkuset żołnierzy. Inną formą nabycia nowych kwalifikacji były organizowane od 1960  kursy samochodowe dla żołnierzy - członków Koła Młodzieży Wojskowej.

## Dowódcy pułku
| Stopień imię i nazwisko    | Czasokres                 |
| -------------------------- | ------------------------- |
| ppłk Bolesław Koszelski    | 21 X 1952–17 XII 1952     |
| mjr Jerzy Maszewski        | 17 XII 1952 − 8 VIII 1957 |
| mjr Mieczysław Wasąg       | 8 VIII 1957 − 30 IX 1961  |
| mjr Franciszek Foszczyński | 30 VI 1961− 15 XII 1962   |
| ppłk Zygmunt Hinc          | 15 XII 1962 − 17 I 1968   |